# Mikrodializa

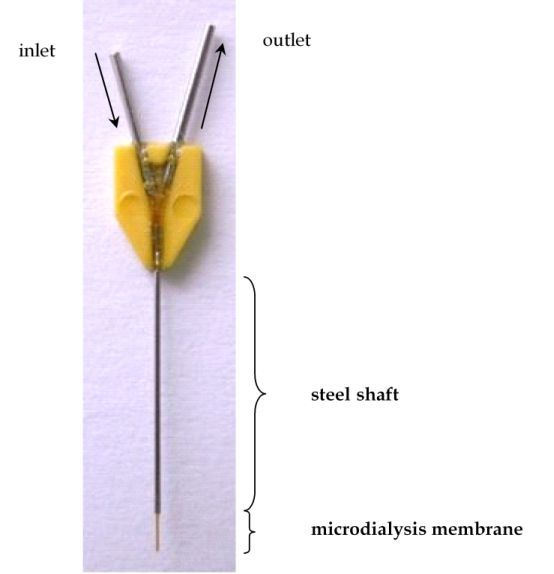
Sonda mikrodializacyjna. Inlet - wlot, outlet - wylot, steel shaft - trzon, microdialysis membrane - membrana mikrodializacyjna

Mikrodializa - technika analityczna pozwalającą na monitorowanie stężenia szeregu substancji w żywej tkance (in vivo). 

## Technika
Mikrodializa opiera się na zastosowaniu sond mikrodializacyjnych. Każda sonda zawiera wlot, przez który podawany jest płyn infuzyjny (przy użyciu pompy mikroiniekcyjnej). Płyn infuzyjny jest roztworem fizjologicznym - może być to np. sztuczny płyn mózgowo-rdzeniowy, bądź roztwór soli fizjologicznej. Płyn infuzyjny może również zawierać znane stężenia określonych substancji, np. leków, które podawane są w takim wypadku lokalnie. 
Kolejnym elementem sondy mikrodializacyjnej jest membrana. Membrany mikrodializacyjne produkowane są m.in. z celulozy, poliwęglanu, polieterosulfonu, poliaryloeterosulfonu. Najważniejszą cechą membrany mikrodializacyjnej jest półprzepuszczalność, co oznacza, że pozwala ona na dwukierunkową dyfuzję substancji o rozmiarach cząsteczek mniejszych niż obecne w membranie otwory (pory). Parametrem określającym tę właściwość membrany jest wartość obcięcia (cut off). Substancje o cząsteczkach mniejszych niż wartość obcięcia membrany są wolno wymieniane w obie strony między płynem infuzyjnym a tkanką. 
Odzysk substancji przez sondę zależy od wartości obcięcia membrany, długości i średnicy membrany, szybkości przepływu płynu infuzyjnego, temperatury oraz niespecyficznego wiązania szeregu substancji do membrany. 
Płyn wydostaje się przez wylot sondy mikrodializacyjnej i od tego momentu nazywa się go płynem perfuzyjnym, bądź mikrodializatem. Mikrodializat zazwyczaj nie wymaga dalszej obróbki i może zostać natychmiast poddany dalszym badaniom, najczęściej metodami elektroforezy kapilarnej (CE), spektrometrii mas (MS), radioimmunologicznymi (RIA), immunoenzymatycznymi (ELISA), bądź wysokosprawnej chromatografii cieczowej (HPLC).

## Zastosowanie
Może być stosowana w medycynie do oznaczania farmakokinetyki podanych leków w określonym miejscu organizmu, np. w kilku tkankach jednocześnie. Metoda ta ma również zastosowanie w badaniu ilości substancji naturalnie występujących w organizmie. 
W neurobiologii mikrodializa jest powszechnie stosowaną metodą do oznaczania ilości neuroprzekaźników w mózgach zwierząt doświadczalnych, poddawanych eksperymentom behawioralnym, farmakologicznym, bądź innym. Kolejnym zastosowaniem mikrodializy jest możliwość lokalnego podawania substancji (np. leków) do określonej tkanki i badanie wywoływanego przez takie podanie efektu.